# Domovoj
Domovoj je slovanský domácí duch. Na vznik víry v ně mělo kromě kultu předků vliv nejspíš oživení přírodních jevů, především v případě západoslovanských skřítků a šotků. Ještě blíže duchům přírody, stále však nesoucí rysy domácích duchů, jsou taktéž západoslovanští ludkové. Domovoj je analogický římským lárům a penátům, anglickým hobům nebo francouzským lutinům.
Podle jedné pověsti jsou domovojové dětmi Adama a Evy, které jejich rodiče skryli před Bohem v domě, lázni a stodole, a stali se z nich duchové těchto míst.
Podle bulharské badatelky Ivaničky Georgievy víra v domovoje stále přetrvává mezi Rusy a Bělorusy, zatímco mezi Ukrajinci prakticky zanikla.

## Označení
Jmen, které dávají slované domácím duchům, je velice mnoho. V latinsky psaných pramenech jsou zpravidla označováni jako penates nebo domestici. Označení jako děd, did, dědek nebo děduška ukazují na vznik kultu domácích bohů z kultu předků, kdy byl zemřelý povýšen na rodinného ducha. Se svátky mrtvých souvisí ruské dziad. Na božskou podstatu těchto duchů odkazuje slovenské bôžik/bôžiček domácí, polské domowe uboźęta doložené z roku 1579 a ruské uboze překládané jako „lemures“. Další jména souvisí s domovem, jako například domovoj nebo domovik, používalo se také označení hospodář, rusky chozjain a bulharsky stopan.

## Písemné prameny
Nejstarší zpráva o ctění domácích duchů mezi Slovany pochází od Dětmara z Merseburku z počátku 11. století, který uvádí že Polabští Slované ctili domesticos deos, „domácí bohy“. Ve stejném prostředí dosvědčuje rozšířený kult penátů Helmold z Bosau ve 12. století. Jako penáty označuje domácí duchy v tomtéž století Kosmas, ty měli Čechové přinést do své nové vlasti „na plecích“, kde praotec Čech u Řípu prohlásil:
„Ó druhové, staňte a penatům svým libou oběť vzdejte, jichž pomocí zázračnou konečně jste přišli do této vlasti dávno vám osudem předurčené!.“
V Dalimilově kronice jsou pak omylem místo dědků uváděny dietky, tj. děti:
„I bra sě lesem do lesa / dietky své na plecích nesa“

## Rusko

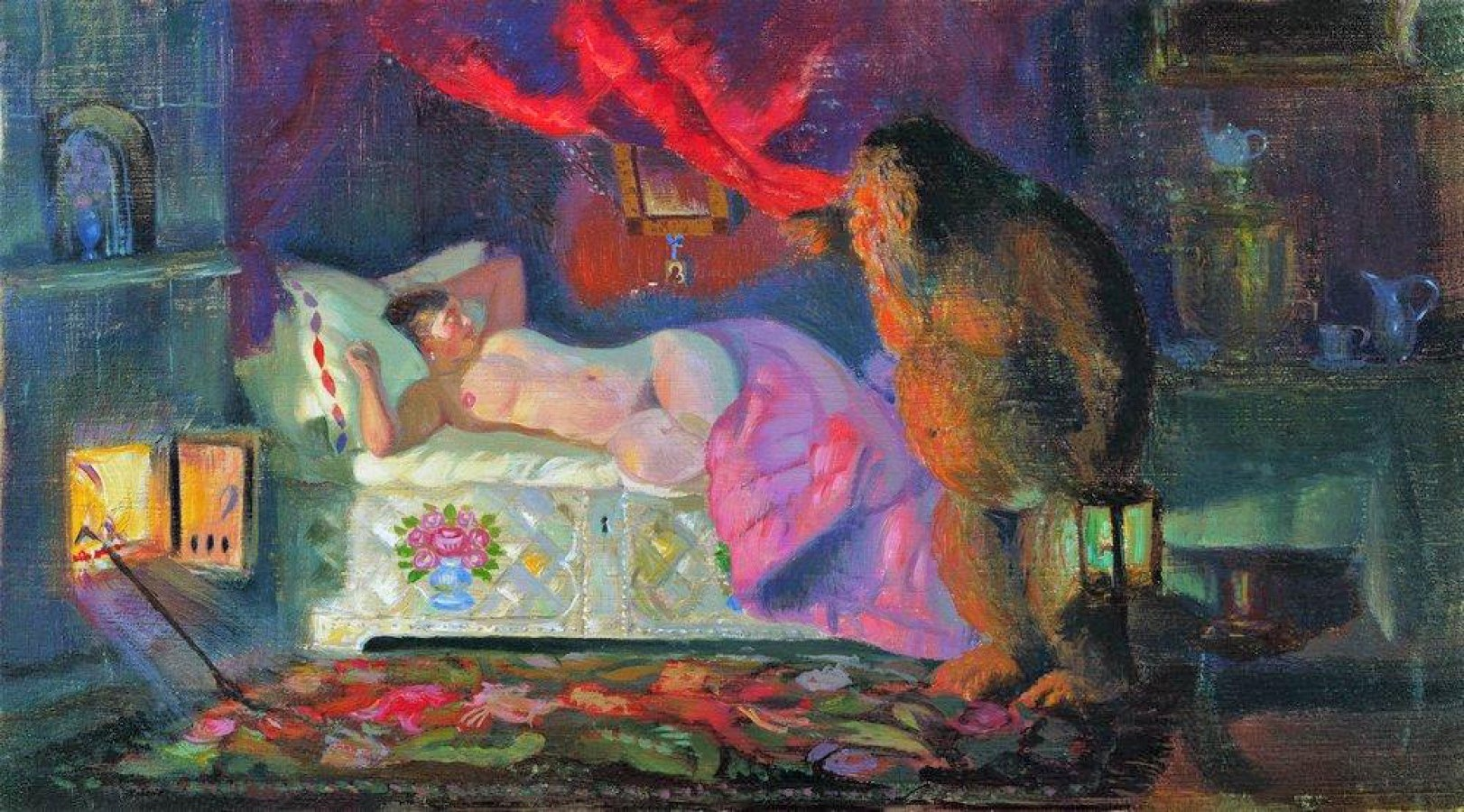
B. M. Kustodijev, Obchodníkova žena a domovoj, 1922

Ruský děd má podobu starce nebo silného ramenatého člověka pokrytého srstí oděného v kaftanu s červeným pásem nebo v červené košili. Ukazuje se ale i v podobě člena rodiny, živého či mrtvého, nejčastěji hospodáře nebo starého člověka. S některým z předků jej může spojovat také vzrůst, barva vlasů, hlas i povaha. Někde se věří, že pokud se zjeví v podobě zemřelého, nosí štěstí, v podobě živého naopak smůlu a když se ukáže člověku v jeho podobě, tak ten do roka zemře. Bere na sebe také podobu zvířat, nejčastěji psa, kočky a medvěda. Zpravidla je však neviditelný a ač existují magické prostředky, jak ho spatřit, tak děd ty, jež je použijí, trestá. V oblibě mívá koně, na kterých podniká noční jízdy jako rujánský Svantovít.
Každý dům má jednoho děda, ten má podle některých podání i ženu domovičku a děti. Další ženskou obdobou je korgoruša, zjevující se v kočičí podobě, která domovoji pomáhá a přináší do domu peníze a zásoby podobně jako šotek. Duchové různých domů mezi sebou často bojují a ten, který zvítězí, pak rodinu přemoženého trápí. Děd pečuje především o dobytek, ale také chrání celý dům a rodinu před neštěstím a rozmnožuje její bohatství. Účastní se i rodinných slavností a když někdo z domácnosti zemře, bolestně vyje. Lze se od něj také dozvědět budoucnost. Pokud však dědovi není prokazována dostatečná úcta, především předkládáním zbytků od večeře, a je urážen, začíná se mstít tím, že škodí (třeba tím, že rozbijí nádobí nebo zhasíná oheň) nebo opouští dům. Lze si ho však usmířit oběťmi a obřady. K zajištění přítomnosti děda v domě a jeho blahodárného vlivu se konaly různé rituály. Věřilo se, že domovojem se stane první hospodář domu nebo první, kdo vstoupí do nového domu. V předkřesťanských dobách byl proto do základů někdy obětován člověk, později se to pouze naznačovalo nebo se obětovalo zvíře. Taková obětování se prováděla při stavbě měst, mostů, pevností a dokonce i kostelů, jak dokazují archeologické nálezy nebo srbské a bulharské lidové písně. Různé rituály související s domácími duchy se provádí také při stěhování do nového domu.

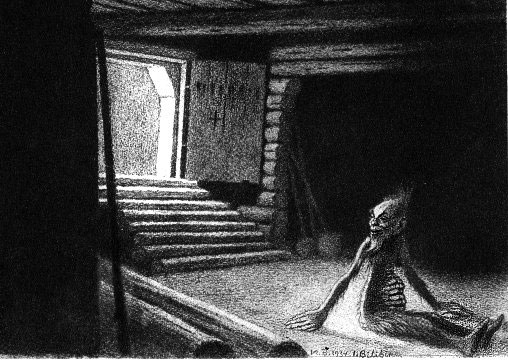
Ovinnik od Ivana Bilibina, 1934

Domovoj se také může nazývat podle místa, které v domě obývá. Dvůr je domovem dvorovoje či dvorovika, chlév zase chlěvnika a mlat či stodola gumenika. Pod ohništěm v místnosti, kde se sušilo obilí, přebýval ovinnik. Až do začátku 20. století se v Rusku na jeho počest prováděl obřad při příležitosti konce mlácení a sušení obilí. Nazýval se někdy ovinovy jmeniny, rozdávalo se při něm jídlo jako ovesná kaše, lívance a koláče, to se také pokládalo k ohništi a někdy se ovinnikovi obětoval i kohout. Lázeň je domovem bannika, který žije za pecí nebo pod lavicí, odkud je slyšet jeho lomoz, sykot a smích. Po koupeli se mu připravuje vědro vody a chvostiště, aby se mohl umýt. V polštině je tato bytost nazývána łaźnik.

### Kikimora

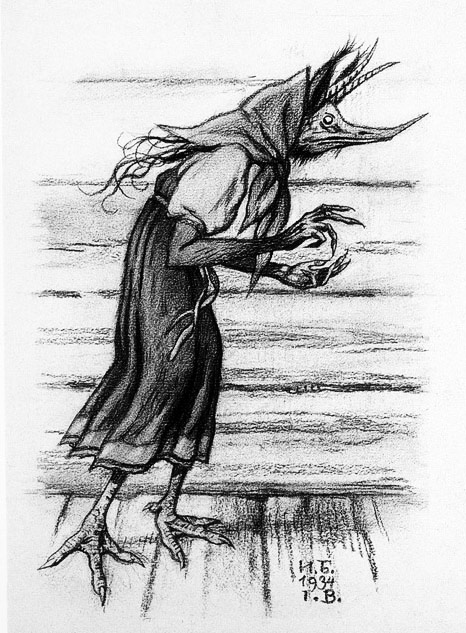
Kikimora, Ivan Bilibin, 1934

Škodlivým protějškem domovoje je kikimora, nebezpečná obzvláště mužům a domácím zvířatům. Také straší malé děti, ženám zamotává přízi a její noční předení věští neštěstí. Její jméno je nejspíše odvozeno od můry, bytosti způsobující zlé sny. Dále s kikimorou souvisí:
- Kikimora je symfonická báseň ruského skladatele Anatolije Konstantinoviče Ljadova z roku 1909.
- Kikomora je hmyzí monstrum z fantasy série Zaklínač.
- V sérii Zvonící cedry Ruska Vladimír Megreho je kikimora zmíněna jako jako typ ženy kterou si muž bere kvůli vzhledu.
- Kikimora palustris je pavouk z čeledi plachetnatkovitých.

## Halič a Zakarpatí
V Haliči je domácí duch, který obývá především mlýny a vypadá jako opice nebo černý kocour, znám jako domowyk nebo chovanec. Didko, did nebo diod známý Bojkům má podobu drobného sedláka a hospodář si ho najímá nebo ho vypěstuje z vejce, podobně jako český skřítek. Diďkové žijí také divoce v močálech a bažinách. Huculové zase znají posměvačné, ale dobromyslné duchy zvané dido nebo didoch.

## Západoslované
Místo domovoje u Západoslovanů zaujímá zpravidla skřítek, v Polsku je dziad znám jen jako strašidlo, kterým se hrozí dětem a Lužičtí Srbové znají nócné źědky, zlé duchy zjevující se v noci. Ve Slezsku jsou však známi ďadci, jejichž sošky v podobě shrbených starců kdysi stávaly ve výklenku u dveří a později na peci.
V Česku, Lužici a Polsku je znám také zvířecí duch domu, nejčastěji se zjevující v podobě hada, česky zvaného had hospodáříček nebo had domovníček. Je doložen od 17. století a podle lidové víry sídlí pod prahem domu a přináší blahobyt.) V Polsku je rozlišován had mléčný, jež pečuje o dobytek, a žitný, který chrání pole. Podoba hada je také nejčastější pro ukrajinského a srbochorvatského sjena, tedy „stína“, který má stejnou funkci. Představa hada jako domácího ducha souvisí s jeho plodnostní symbolikou a faktem, že hadi neradi opouští místo, kde přebývají. Ve střední Evropě s domácím štěstím spojován také čáp, nejspíše pod německým vlivem.

## Bulhaři
U Bulharů je znám duch domu jako stopan, podle kterého se nazývají podzimní dziady stopanova gozba „hospodářovy hody“. Ztotožňoval se obvykle s některým z předků a v křesťanských rodinách mu obětovala nejstarší žena pečivo, víno či černé kuře, v muslimských muž černého berana.

## Populární kultura
- Domovoj se objevuje v románové trilogii The Rusalka od C. J. Cherryh.
- Domovoj se jako divoký strážce pokladu Baby Jagy objevuje v televizním seriálu Dívka odjinud.
- Domovoj se objevuje jako protivník v animovaném televizním seriálu The Real Ghostbusters.
- Domovoi je titul grafického románu Petera Bergtinga z roku 2013.
- Domovoj (Домовой) je nájemný vrah ze stejnojmenného filmu, v češtině vydaného jako Přízrak.
- Hospodáříček, a jeho varianty šotek a raráš, se objevují v bestiáři k hře na hrdiny Dračí doupě 2.